# 設定 (Apple)
設定（英: Settings）は、iOSやiPadOSなどで設定を操作することが出来る標準搭載のアプリケーション。
2007年発売のiPhone から搭載されており、iPad、Apple Watch 、Apple TV、Apple Vision Proにも同名のアプリケーションが存在する。
Macではシステム設定という名称である。

## 機能
iOS 17の設定の一覧。
| 機能                                            | 内容 |
| ----------------------------------------------- | --- |
| Apple Account                                   | Apple Accountに関する設定 |
| 機内モード                                      | 航空機モードの設定 |
| Wi-Fi                                           | 無線LANの設定 |
| Bluetooth                                       | Bluetooth デバイスの追加や削除を行う事ができる |
| モバイル通信                                    | キャリア通信の設定 |
| インターネット共有                              | インターネットを別のデバイスに共有する設定 |
| VPN(VPN使用時のみ表示)                          | VPNの設定 |
| 通知                                            | アプリからの通知の許可を設定 |
| サウンドと触覚                                  | 着信音、通知音、バイブレーションなどの設定 |
| 集中モード                                      | 通知の一時停止の設定など |
| スクリーンタイム                                | 使用時間の確認やペアレンタルコントロールなどの設定 |
| 一般                                            | iOSのバージョンやモデル番号の確認、ソフトウェアアップデート、ストレージの確認、日付と時刻、ゲームコントローラ(コントローラー接続で表示)、言語と地域の設定など |
| コントロールセンター                            | コントロールセンターに表示する項目の設定 |
| アクションボタン(iPhone 15 Pro以降のモデルのみ) | iPhone 15 Pro以降のモデルに搭載するアクションボタンに機能を割り当てる設定                                                                                     |
| 画面表示と明るさ                                | ダークモードへの切り替え、テキストサイズの変更、画面の明るさ、Night Shiftの設定など                                                                           |
| ホーム画面とアプリライブラリィ                  | ホーム画面の設定とアプリライブラリの設定 |
| アクセシビリティ                                | 視覚や聴覚等に障害を持つ人の為のアクセシビリティに関する設定など                                                                                              |
| 壁紙                                            | 壁紙の設定 |
| スタンバイ                                      | スタンバイモードの設定 |
| Siriと検索                                      | Siriの設定とSpotlight検索機能の設定 |
| Face ID(Touch ID)とパスコード                   | Face ID、Touch IDの設定とログインパスワードの設定 |
| 緊急SOS                                         | 緊急通報サービスの設定 |
| 接触通知                                        | COVID-19に関する接触通知の設定 |
| バッテリー                                      | 低電力モード、バッテリーの状態などの確認 |
| プライバシーとセキュリティ                      | 位置情報サービス、アプリへのアクセス許可、セキュリティの設定など                                                                                              |
| App Store                                       | App Storeの各設定 |
| ウォレットとApple Pay                           | 支払い用のカードの追加などを行える |
| パスワード                                      | Webサイトに登録したパスワードやパスキーを管理する設定 |
| メール                                          | メールアプリの設定 |
| 連絡先                                          | 連絡先アプリの設定 |
| カレンダー                                      | カレンダーアプリの設定 |
| メモ                                            | メモアプリの設定 |
| リマインダー                                    | リマインダーアプリの設定 |
| フリーボード                                    | フリーボードアプリの設定 |
| ボイスメモ                                      | ボイスメモアプリの設定 |
| 電話                                            | 電話アプリの設定など |
| メッセージ                                      | メッセージアプリの設定 |
| FaceTime                                        | FaceTimeアプリの設定 |
| Safari                                          | Safariアプリの設定 |
| 株価                                            | 株価アプリの設定 |
| 天気                                            | 天気アプリの設定 |
| 翻訳                                            | 翻訳アプリの設定 |
| マップ                                          | マップアプリの設定 |
| コンパス                                        | コンパスアプリの設定 |
| 計測                                            | 計測アプリの設定 |
| ショートカット                                  | ショートカットアプリの設定 |
| ヘルスケア                                      | ヘルスケアアプリの設定 |
| フィットネス                                    | フィットネスアプリの設定 |
| ジャーナル                                      | ジャーナルアプリの設定 |
| ミュージック                                    | ミュージックアプリの設定 |
| TV                                              | TVアプリの設定 |
| 写真                                            | 写真アプリの設定 |
| カメラ                                          | カメラアプリの設定 |
| ブック                                          | ブックアプリの設定 |
| ポッドキャスト                                  | ポッドキャストアプリの設定 |
| Game Center                                     | ソーシャルゲームサービスの設定 |
| TVプロバイダ                                    | TV プロバイダにサインインする設定(日本では未対応) |
| その他のインストールしたアプリ                  | App Storeでインストールしたアプリの設定が表示される |